# دویینو
دویینو (به ایتالیایی: Duino) یک منطقهٔ مسکونی در ایتالیا است که در دوینو-آوریزینا واقع شده‌است. دویینو ۱٬۴۲۱ نفر جمعیت دارد و ۳۹ متر بالاتر از سطح دریا واقع شده‌است.